# Cho Jea-ki
Cho Jea-ki (조재기?; 17 marzo 1950) è un ex judoka sudcoreano. Vinse la medaglia di bronzo ai Giochi olimpici di Montréal 1976 nella categoria open.
Nel corso della sua carriera, ottenne anche una medaglia di bronzo ai mondiali e un altro bronzo nei campionati asiatici.

## Palmarès
Olimpiadi
- 1 medaglia:
  - 1 bronzo (open a Montréal 1976)

Mondiali
- 1 medaglia:
  - 1 bronzo (+93 kg a Parigi 1979)

Asiatici
- 1 medaglia:
  - 1 bronzo (open a Seul 1974)